# Elephantomyia (Elephantomyia) inulta
Elephantomyia (Elephantomyia) inulta is een tweevleugelige uit de familie steltmuggen (Limoniidae). De soort komt voor in het Oriëntaals gebied.